# Davle
Davle település Csehországban, Nyugat-prágai járásban. Davle Březová-Oleško, Hradištko, Petrov, Líšnice, Hvozdnice, Klínec, Měchenice és Štěchovice településekkel határos. Lakosainak száma 1833 fő (2024. január 1.).

## Népesség
A település lakosságának változását az alábbi diagram mutatja:
| Lakosok száma | 1057 | 1089 | 1100 | 1431 | 1353 | 1168 | 1660 | 1698 | 1765 | 1833 |
|               | 1869 | 1890 | 1921 | 1950 | 1980 | 2001 | 2017 | 2019 | 2022 | 2024 |